# Tres días de libertad
Tres días de libertad es una película española de 1995 del género cinematográfico cine quinqui dirigida por José Antonio de la Loma.
Fue la última película de su director y está inspirada en los tres días de permiso carcelario que le dieron a Juan José Moreno Cuenca "El Vaquilla".

## Sinopsis
Juan "El Gato" (Joan Bentallé), un conocido delincuente con una larga condena por cumplir, sale de la cárcel con motivo de un permiso de tres días de duración. A las pocas horas de salir un abogado compinchado con el comisario de policía, propone a Tony (Daniel Medrán), hermano del Gato, que den un último golpe que en teoría no puede fallar ya que está muy bien amañado. Todo esto se trastoca cuando el Gato se enamora de Aurora (Tanya Celaya) y decide fugarse a Francia con ella. Entonces, un amigo y su hermano deciden llevar a cabo el robo, resultando este último muerto a tiros por la policía. El Gato, se entera por la radio de la muerte de su hermano y averigua entonces la trama organizada por el comisario. Una vez que el Gato encuentra al comisario acto seguido lo mata. A las pocas horas, el Gato vuelve a entrar puntual en prisión, como si nada hubiera pasado y en apariencia sin delinquir.

## Reparto
- Joan Bentallé como Juan 'El Gato'
- Daniel Medrán como Tony
- Tanya Celaya como Aurora
- José María Blanco como Inspector Martínez
- Neus Cano como Sole
- Pep Martínez como Heredia
- Carmen de Lirio como Isabel
- Albert Dueso como El Chuzo
- Quim Lecina como El Carica
- Xavi Lite como Funcionario
- Alfred Luchetti como Jefe de la Comunidad Gitana
- Luis del Olmo como Luis del Olmo
- Jordi Serrat como Abogado Villaverde
- Mara Vador como Rosa
- Mir Ferry como El Pencas
- Toni Martínez como Freddy
- Mónica Martínez como Diana
- Carlos Miguel Solá como Psicólogo
- Pepa Lavilla como Julia
- Manuel Muntaner como El Marsellés
- Agustí Estadella como Subcomisario Laguna
- Óscar Rabadán como Camarero